# مهمت شول
مهمت شول(به آلمانی: Mehmet Tobias Scholl) (زادهٔ ۱۶ اکتبر ۱۹۷۰ درکارلسروهه) بازیکن فوتبال آلمانی است.
پدر مهمت شول از ترک‌های آلمان است ارگین یوکسل و مادرش آلمانی؛ و مهمت در آلمان و در شهر کارلسروهه یعنی شهری که ستاره‌های دیگری همچون الیور کان و الیور بیرهوف به دنیا آمده‌اند متولد شد. هنگامی که مهمت ۵ سال داشت پدر و مادر او از هم جدا شدند و مادرش با فردی به نام هرمان شول ازدواج کرد و بدین ترتیب فامیلی او تغییر کرد و شول شد.

## دوران باشگاهی
مهمت شول ۸ قهرمانی بوندسلیگا را تجربه کرده است. و بعد از فرانک ریبری، دیوید الابا، و توماس مولر با ۹ قهرمانی بوندسلیگا در جایگاه بعدی قرار دارد.

## دوران ملی
مهمت هیچگاه در جام جهانی بازی نکرد. وی در دو جام ملتهای ۱۹۹۶ و ۲۰۰۰ بازی کرد. آخرین دیدار ملی شول در سال ۲۰۰۲ و در دیداری تدارکاتی با اسرائیل بود که با برتری ۱–۷ آلمانها به پایان رسید.
- مهمت شول ۸ گل ملی به ثمر رسانده که ۶ تای آن در دیدارهای دوستانه، یکی در مقدماتی جام ملتها و یک گل هم در جام ملتهای اروپا بوده که این گل در یورو ۲۰۰۰ و مقابل رومانی بود که شول در دقیقه ۲۸ گل مساوی را زد و آن بازی با نتیجه ۱–۱ به پایان رسید.

## افتخارات

### باشگاهی
- بایرن مونیخ (بایرن مونیخ)
- جام حذفی فوتبال آلمان: (۵) قهرمان ۱۹۹۸٬۲۰۰۰٬۲۰۰۳٬۲۰۰۵٬۲۰۰۶
- بوندسلیگا: (۸) قهرمان ۱۹۹۴٬۱۹۹۷٬۱۹۹۹٬۲۰۰۰٬۲۰۰۱٬۲۰۰۳٬۲۰۰۵٬۲۰۰۶
- لیگ قهرمانان اروپا: (۱) قهرمان ۲۰۰۱
- جام باشگاه‌های جهان: (۱) قهرمان ۲۰۰۱
- جام یوفا: (۱) قهرمان ۱۹۹۶

### ملی
- تیم ملی فوتبال آلمان
  - جام ملتهای اروپا :(۱) قهرمان ۱۹۹۶